# Ципко, Семён Иванович
Семён Иванович Ципко (13 февраля 1927, Магдалиновка, Днепропетровский округ — 2 февраля 1995, Запорожье) — мастер доменного цеха металлургического завода «Запорожсталь». Герой Социалистического Труда (1958).

## Биография
Родился 13 февраля 1927 года в селе Магдалиновка (ныне — посёлок городского типа) Магдалиновского района Днепропетровской области в семье крестьян. Украинец. Беспартийный. Окончил семилетнюю школу. Находился на временно оккупированной территории.
После освобождения Днепропетровской области работал монтажником-высотником треста «Юждомнаремонт» на восстановлении разрушенного завода имени Дзержинского в Днепродзержинске. В 1945 году поступил в Днепродзержинский металлургический техникум на факультет доменного производства.
После окончания учёбы в 1949 году поступил на работу помощником мастера печи № 2 в доменный цех завода «Запорожсталь». Затем работал почти на всех участках цеха. Был оператором, диспетчером, подменял мастера на печи № 2, мастером на домне № 3, а позже на домне № 5 — самой большой домне Украины. Работая на ней, Ципко с подчинёнными перекрыл проектную мощность печи. Неоднократно выходил победителем соревнования среди доменщиков Украины.
Указом Президиума Верховного Совета СССР от 19 июля 1958 года за выдающиеся успехи, достигнутые в деле развития чёрной металлургии, Ципко Семёну Ивановичу присвоено звание Героя Социалистического Труда с вручением ордена Ленина и золотой медали «Серп и Молот».
В 1962 году заочно окончил факультет доменного производства Днепропетровского металлургического института.
После выхода на пенсию продолжал работать в заводской лаборатории, а затем мастером-наставником в профессионально-техническом училище № 35 города Запорожье.

## Награды
Награждён орденом Ленина, медалями.